# Cosmos (vokalgruppe)
 For alternative betydninger, se Cosmos (flertydig). (Se også artikler, som begynder med Cosmos)
Cosmos er en lettisk a cappella vokalgruppe, dannet i 2002 i Riga, hovedstaden i Letland. Gruppen består af Jānis Šipkēvics, Andris Sējāns (begge kontratenor), Juris Lisenko (tenor), Jānis Ozols (baryton), Jānis Strazdiņš (bas) and Reinis Sējāns (vokalperkussion).
Cosmos vandt musikkonkurrencen Nye Bølge i 2004, og repræsenterede Letland til det internationale Melodi Grand Prix i 2006 i Athen med sangen "I Hear Your Heart". Med 30 point blev de placeret som nr. 16 ud af de 24 deltagende nationer.

## Diskografi
- Cosmos (2003)
- Pa un par (2005)
- Тетради любви (2005)
- Ticu un viss (2005)
- Turbulence (2008)
- Pasaki man un tev (2009)